# Effetto vicinato
Nel gergo del marketing, l'espressione effetto vicinato o effetto neighbourhood (talvolta scritto nella forma americana neighborhood) indica la tendenza secondo la quale persone aventi uno stile di vita e abitudini di consumo simili tendono a insediarsi negli stessi quartieri o zone territoriali. Questo principio viene ad esempio applicato per lo sviluppo di procedure software che applicano tecniche di segmentazione di mercato avanzate quali la segmentazione di mercato microgeografica computerizzata.